# 엘러리 하딩 클라크
엘러리 하딩 클라크(영어: Ellery Harding Clark, 1874년 3월 13일 ~ 1949년 2월 17일)은 미국의 육상 선수이다. 그는 올림픽에서 처음으로 높이뛰기와 멀리뛰기 종목을 우승한 선수이다.

## 삶
엘러리 클라크는 매사추세츠주의 웨스트 록스버리에서 태어났다. 클라크는 올림픽 역사상 높이뛰기와 멀리뛰기를 우승한 유일한 선수이기도 하다. 클라크는 아테네에서 열린 첫 근대 올림픽 때 이 영광을 누렸다. 하버드 대학교 학생이었던 그는 똑같은 하버드 대학교 학생이자 금메달리스트였던 제임스 코놀리와는 정반대로 뛰어난 성적 덕분에 올림픽에 참가할 수 있다는 휴학계를 받았으며 그로인해 올림픽에 출전할 수 있었다. 클라크는 1893년부터 1912년까지 최정상급 만능 스포츠맨이었다.
멀리뛰기에서 클라크는 그의 주로에 자신의 모자를 놓았다. 두번을 뛰는 동안 심판(실제로는 콘스탄티노스 1세)이 이 모자를 제거했으며 이것은 프로가 취하는 자세라고 말했다. 3차시도만에(모자가 없이) 점프가 유효하다는 것을 인정받았으며 금메달을 따기에 충분한 점프였다. 그의 마지막 점프는 6.35m를 기록했다. 클라크는 후에 높이뛰기에서도 1.81m를 기록하며 금메달을 목에 걸었다. 그의 기록에 가장 근접했던 경쟁자는 같은 미국 선수였던 코놀리와 로버트 개릿으로 1.65m를 뛰었다. 포환던지기에서는 기록은 알 수 없으나 출전한 7명의 선수 가운데 5~7위에 속한다는 것은 알 수 있다.
국내대회에서 도약 종목은 우승한 적이 있지만 1897년과 1903년에 열린 AAU(미국 대학 연합) 대회 때 십종 경기와 비슷한 전종목 경기 우승을 차지했다. 그는 1897년에 우승했을 때 1896년 올림픽에서 보여준 높이뛰기, 멀리뛰기, 포환던지기 그리고 어쩌면 100m와 110m 허들에서도 그와 비슷한 실력을 보여줬을 것이다.
엘러리는 세인트루이스에서 열린 1904년 하계 올림픽에서 십종 경기에 출전했다. 비록 엘러리는 5개의 경기를 끝낸 후에 기관지염 때문에 경기를 포기해야했으나 그래도 5위에 올랐다. 32살 때도 각종 큰 대회를 휩쓸었다. 그는 56세까지 경보 선수로 활약했다.
클라크가 프로로 삻았던 삶은 마찬가지로 다양했다. 그는 작가, 변호사, 트랙경기 코치, 선생님, 보스턴시 의원등을 역임했다. 그는 19권의 책을 썼으며 그 중에 하나는 1952년에 Caribbean이라는 영화로 만들어지기도 했다.
그는 1991년에 미국 육상 연맹의 명예의 전당에 등록되었다.